# Красимир Анев
Красимир Димитров Анев е български биатлонист и европейски шампион (ЕП Банско) при юношите за 2007 година в индивидуалното бягане, а в преследването финишира на второ място.; европейски шампиони при мъжете на 20 км. през 2019 г. в Раубичи, Беларус. Дебютира през 1997, а от 2004 е в националния отбор на България. Участва на Олимпиадите във Ванкувър 2010 и Сочи 2014.
Анев е роден в Самоков на 16 юни 1987 г. 
Най-добрите класирания на Анев в състезанията за Световната купа са 4-то място в масовия старт на 15 нп в Оберхоф, Германия през 2014/15, 7-о място в преследването на 12,5 km в Антхолц-Антерселва през 2013/14, 8-о място на 20 km индивидуално в Йостершунд през 2012/13, 9-о място в спринта на 10 km в Антхолц-Антерселва през 2013/14, 11-о място в спринта в Нове Место през 2012/13, 12-о място на 10 km спринт в Хохфилцен през 2010/11 и Оберхоф през 2011/12. Най-доброто му индивидуално постижение на олимпийски игри е 25-о място на олимпийските игри във Ванкувър 2010. 
До сезон 2009/10 се класира след 25-о място в Световната купа. През сезон 2010/11 подобрява класиранията си като заема 12-о място в спринта на 10 км в Хохфилцен (Австрия). Стартира на масовия старт в Оберхоф (Германия), където заема 29-а позиция. На следващия масов старт в Антхолц-Антерселва се класира на 26-о място.  Анев става първият българин с участие в тази дисциплина. През сезон 2011/12 най-доброто му класиране е 12-о на спринт 10 km в Оберхоф. През сезон 2012/13 е 8-и в индивидуалния старт на 30 km в Йостершунд. През сезон 2013/14 e 7-и в преследването вАнтхолц-Антерселва.
Печели сребърен медал от Универсиадата в Ерзурум (Турция) в дисциплината 20 км индивидуално и бронз в смесената щафета (заедно с Владимир Илиев, Силвия Георгиева и Емилия Йорданова).
Печели сребърен медал в преследването и бронз, в индивидуалното на Европейското първенство в Риднау-Ван Ридана (Италия) 2011.
На 11 януари 2015 в масовия старт в Оберхоф се класира на 4-то място, което е най-доброто класиране на български състезател при мъжете в историята на биатлона.

## Олимпийски игри
| Event          | Индивидуално | Спринт | Преследване | Масов Старт | Щафета | Смесена щафета |
| -------------- | ------------ | ------ | ----------- | ----------- | ------ | -------------- |
| Ванкувър 2010  | 25-о         | 25-о   | 45-о        | –           | 16-о   | –              |
| Сочи 2014      | 36-о         | 49-о   | 48-о        | –           | 15-о   | –              |
| Пьонгчанг 2018 | 25-о         | 37-о   | 45-о        | –           | 16-о   | 17-о           |